# Мулянка (станция)
Муля́нка — железнодорожная станция в Пермском крае на линии Пермь-2 — Екатеринбург. Станция расположена в центре одноимённого посёлка.
Станция расположена перед крупным железнодорожным узлом в Перми, на главном ходу Транссиба, поэтому важна для пропускной способности магистрали. В 2005—2006 году станция была реконструирована с увеличением длины четырёх путей на 500 м, переведена на систему микропроцессорной централизации, восстановлена пассажирская платформа.
В расписаниях указан лишь один поезд дальнего следования, останавливающийся на станции: Пермь — Шаля.